# St. Vincent - St. Mary High School
St. Vincent – St. Mary High School, inaczej SVSM – prywatne liceum, religii rzymskokatolickiej, z siedzibą w Akron w stanie Ohio. Uczniami tej szkoły byli między innymi: LeBron James - jeden z najlepszych koszykarzy w historii NBA, czy Dru Joyce - były koszykarz Anwilu Włocławek.